# Saab 21
O Saab 21 é uma aeronave de ataque e caça monoplano monomotor monoposto de asa baixa sueco designado e desenvolvido pela empresa Saab AB, e utilizado do final da Segunda Guerra Mundial até o ano de 1954. Ele era uma aeronave incomum com cauda dupla e propulsão em formato propulsor isto é, a hélice impulsionava a aeronave empurrando pela parte traseira da nacela principal da fuselagem, em vez da configuração tradicional tratora em que a hélice era montada na frente da aeronave.

## História

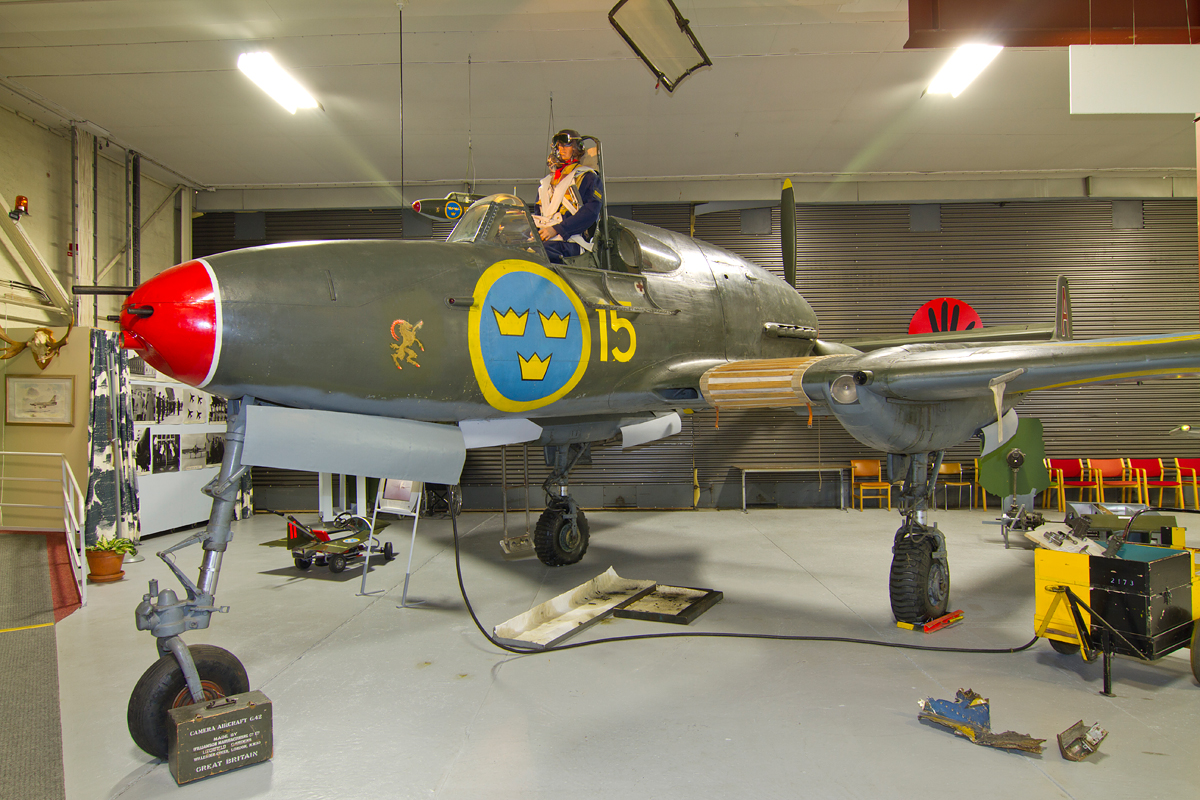
Um J 21A-3 exposto no Museu de Aviação Söderhamn F/15 em Söderhamn, Suécia.

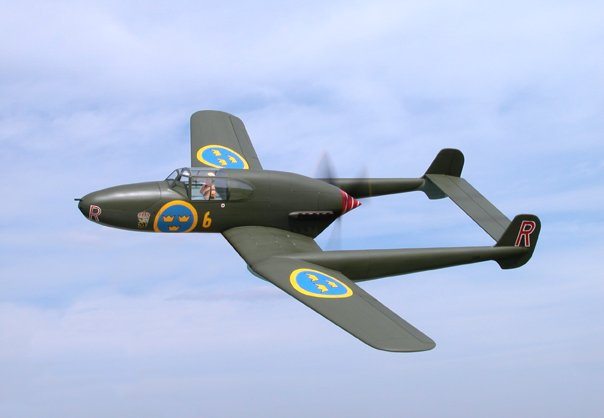
Concepção artística de um J 21 em voo.

A SAAB iniciou os trabalhos após a Força Aérea da Suécia tomar a decisão de modernizar e expandir o programa de aeronaves, com o temor de que a Suécia entrasse em conflito durante a Segunda Guerra. A companhia então desenvolveu uma aeronave de cauda dupla, motorizada por um motor a pistão Daimler-Benz DB 605B posicionado no final da nacela da fuselagem central, e, com uma hélice de três lâminas em formato propulsor. Esta configuração possibilitou um melhor acomodamento dos armamentos no nariz da aeronave e uma melhor visibilidade para o piloto. Foi também instalado um assento ejetor que possibilitou ao piloto ejetar-se sem que atingisse a hélice.
Em 30 de julho de 1943 o 21 realizou o seu primeiro voou e em 1 de dezembro de 1945 os primeiros exemplares, o J 21A-1 entraram em serviço. Ele foi rapidamente seguido do melhorado J 21A-2, que possuía armamento mais pesado, e o J 21A-3 modelo de caça-bombardeiro.
Com o rápido desenvolvimento dos motores turbojato, que deixaram as aeronaves com motor a pistão obsolescentes, a companhia converteu uma aeronave 21 em 1947 para o uso de um motor turbojato, este motor era advindo da aeronave contemporânea britânica o de Havilland Goblin, recebendo a designação Saab 21R. Juntamente com o soviético Yakovlev Yak-15, o Saab 21, foram os únicos dois caças a jato convertidos de motores a pistão mais bem sucedidos.
O 21 foi substituído na metade dos anos de 1950 após menos de 10 anos de serviço por aeronaves de configurações similares como o de Havilland Vampire e o Saab 29 Tunnan.

## Especificações (J 21A)
Dados de: Beskrivning över fpl typ 21A, häfte 1 (descrição da aeronave tipo 21A, livro 1), Beskrivning över fpl typ 21A, häfte 6 kap L. Beväpning (descrição da aeronave tipo 21A, livro 6, capitulo L. armamento) e SAAB J21/J21R
Descrições gerais
- Tripulação: 1
- Comprimento: 10,45 m (34 ft)
- Envergadura: 11,6 m (38 ft)
- Altura: 3,97 m (13 ft)
- Área alar: 22,2 m² (239 ft²)
- Peso vazio: 3 250 kg (7 160 lb)
- Peso bruto (carregado): 4 150 kg (9 150 lb)
- Peso de decolagem: 5 200 kg (11 500 lb)
- Capacidade de combustível: 510 l (135 US-gal) interno
2x tanques alijáveis de 160 l (42,3 US-gal) na ponta das asas (J 21A-1 & J 21A-2);
2x tanques alijáveis de 400 l (106 US-gal) nas pontas das asas (J(A) 21A-3)

Motorização
- Número de motores: 1x
- Tipo do motor: Motor a pistão
- Fabricante/modelo: Daimler-Benz DB 605B V12 invertido refrigerado a líquido construído sob licença pela SFA (Svenska Flygmotor AB)
- Potência por motor: 1 455 hp (1 080 kW)
- Descrição do propulsor/hélice: 1x hélice em configuração propulsora (empurrando) com três lâminas ou tripá.

Performance
- Velocidade máxima: 650 km/h (404 mph) J 21A-1 / J 21A-2
560 km/h (348 mph) J(A) 21A-3
- Velocidade de cruzeiro (km/h): 495 km/h (308 mph) J 21A-1 / J 21A-2
425 km/h (264 mph) J(A) 21A-3
- Alcance: 1 190 km (739 mi)
- Alcance bélico: 750 km (466 mi)
- Razão de subida: 15 m/s
- Tecto de serviço: 10 200 m (33 500 ft)

Armamentos
- Metralhadoras/canhões: 
J 21A-1
  - 1x canhão de 20 mm (0,787 in) akan m/41A com 60 munições montado no nariz
  - 2x metralhadoras pesadas de 13,2 mm (0,520 in) akan m/39A com 350 munições no nariz
  - 2x metralhadoras pesadas de 13,2 mm (0,520 in) akan m/39A com 325 munições nas asas
J 21A-2 & A-3
  - 1x canhão de 20 mm (0,787 in) akan m/45 com 140 munições no nariz
  - 2x metralhadoras pesadas de 13,2 mm (0,520 in) akan m/39A com 350 munições no nariz
  - 2x metralhadoras pesadas de 13,2 mm (0,520 in) akan m/39A com 325 munições nas asas
- Bombas: Máximo de 700 kg (1 540 lb) no J(A) 21A-3
- Outros armamentos: 
Montantes das asas interno:
(os montantes das asas internos foram usados apenas para foguetes até que os racks externos foram desenvolvidos)
  - 4x minibombas de 50 kg (110 lb) de propósito geral m/37 ou sprängbomb m/42 ou bombas de fragmentação m/47 ou bombkapsel m/43
  - 4x foguetes de 8 cm (3,15 in) pansarraket m/46 perfurante de blindagem RP-3
  - 4x foguetes de 15 cm (5,91 in) sprängraket m/46 de alto explosivo semi-perfurante de blindagem (SPB) RP-3
Montante das asas externo:
  - 8x foguetes de 8 cm (3,15 in) pansarraket m/46 perfurante de blindagem RP-3
  - 8x foguetes de 14,5 cm (5,71 in) Bofors pansarsprängraket m/49A & B de alto explosivo anti-carro HEAT
  - 8x foguetes de 15 cm (5,91 in) sprängraket m/46 de alto explosivo semi-perfurante de blindagem (SPB) RP-3 ou Bofors sprängraket m/51A & B de alto explosivo
  - 2x foguetes de 18 cm (7,09 in) Bofors halvpansarraket m/49A & B de alto explosivo perfurante de blindagem anti-navio (depois utilizados para alvos gerais)
Baia de bombas:
  - 1x minibomba de 250 kg (551 lb) de propósito geral m/37
  - 1x minibomba de 250 kg (551 lb) de propósito geral m/40
  - 1x minibomba de 250 kg (551 lb) de propósito geral m/50
  - 1x minibomba de 500 kg (1 100 lb) de propósito geral m/41
  - 1x minibomba de 600 kg (1 320 lb) de propósito geral m/50
Ponta das asas:
  - 2x vingspetstank tanques alijáveis que poderiam ser armadas em voo como bombas incendiárias e foram testadas com napalm.